# Episodi di Un cane di nome Wolf (terza stagione)
La terza stagione della serie televisiva Un cane di nome Wolf è stata trasmessa in anteprima nel Regno Unito dalla ITV tra il 20 febbraio 1991 e il 17 aprile 1991.
| nº | Titolo originale | Titolo italiano | Prima TV UK      | Prima TV Italia |
| -- | ---------------- | --------------- | ---------------- | --------------- |
| 1  |                  |                 | 20 febbraio 1991 |                 |
| 2  |                  |                 | 27 febbraio 1991 |                 |
| 3  |                  |                 | 6 marzo 1991     |                 |
| 4  |                  |                 | 13 marzo 1991    |                 |
| 5  |                  |                 | 20 marzo 1991    |                 |
| 6  |                  |                 | 27 marzo 1991    |                 |
| 7  |                  |                 | 3 aprile 1991    |                 |
| 8  |                  |                 | 17 aprile 1991   |                 |